# Ethel Finck
Ethel Jean Finck, de soltera Ethel Jean Eng, (Los Ángeles, 8 de octubre de 1932 - 23 de agosto de 2003) fue una radióloga intervencionista estadounidense, reconocida como una de las tres fundadoras de la Sociedad de Radiología Intervencionista en 1973. También fue la inventora del catéter cardíaco Finck.

## Trayectoria
Nacida en Los Ángeles, tenía una enfermedad cardíaca congénita y, cuando era adolescente, se sometió a una reparación quirúrgica realizada por el doctor John Kirklin en la Clínica Mayo. Su experiencia despertó su interés por las enfermedades cardiovasculares y la medicina desde muy joven.
Finck pasó toda su carrera, desde el periodo de prácticas hasta la cátedra, en el Centro Médico de la Universidad del Sur de California (USC) y, finalmente, pasó cuatro décadas (1962-1996) enseñando en su facultad. En 1973, se unió a otros 56 miembros fundadores para crear la Sociedad de Radiología Intervencionista (entonces Sociedad de Radiología Cardiovascular). Fue una de las tres mujeres entre los miembros fundadores, junto con Helen Redman y Renate Soulen.
Está enterrada en el Forest Lawn Memorial Park en Glendale, condado de Los Ángeles, California.

## Publicaciones seleccionadas
- Ethel J. Finck and Mordecai Halpern, (1971) The Nutrient Supplement-Enhanced Celiac Angiogram. Radiology 1971 101:1, 79-83.
- Layne, T. A., Finck, E. J., & Boswell, W. D. (1978). Transcatheter occlusion of the arterial supply to arteriovenous fistulas with Gianturco coils. American Journal of Roentgenology, 131(6), 1027-1030.
- McNeese, S., Finck, E., & Yellin, A. (1980). Definitive treatment of selected vascular injuries and post-traumatic arteriovenous fistulas by arteriographic embolization. American journal of surgery, 140 2 , 252-9.
- Yellin, A., Lundell, C., & Finck, E. (1983). Diagnosis and control of posttraumatic pelvic hemorrhage. Transcatheter angiographic embolization techniques. Archives of surgery, 118 12 , 1378-83.
- Quinn, M. F., Lundell, C. J., Klotz, T. A., Finck, E. J., Pentecost, M., McGehee, W. G., & Garnic, J. D. (1987). Reliability of selective pulmonary arteriography in the diagnosis of pulmonary embolism. American Journal of Roentgenology , 149 (3), 469-471.
- Blickenstaff, K.L., Weaver, F., Yellin, A., Stain, S., & Finck, E. (1989). Trends in the management of traumatic vertebral artery injuries. American journal of surgery, 158 2 , 101-5; discussion 105-6.
- Robinson, David & Teitelbaum, George & Pentecost, Michael & Weaver, Fred & Finck, Ethel. (1993). Transcatheter embolization of an aortocaval fistula caused by residual renal artery stump from previous nephrectomy: A case report. Journal of vascular surgery  : official publication, the Society for Vascular Surgery [and] International Society for Cardiovascular Surgery, North American Chapter. 17. 794-7. 10.1067/mva.1993.40882.